# Aster woroschilowii
Aster woroschilowii là một loài thực vật có hoa trong họ Cúc. Loài này được Zdor. & Schapoval mô tả khoa học đầu tiên năm 1975.